# Elizabeth Inchbald
Elizabeth Inchbald Simpson (Stanningfield, 1753 – Londra, 1821) è stata una drammaturga, scrittrice e attrice teatrale britannica.
Attrice teatrale dal 1774 al 1789, acquisì notorietà con il romanzo Una storia semplice (1791). A questo seguì Natura ed arte (1796).